# Fatubossa
Fatubossa (Fatubosa) ist ein osttimoresischer Suco im Verwaltungsamt Aileu (Gemeinde Aileu).

## Geographie
Fatubossa liegt im Süden des Verwaltungsamts Aileu. Nordwestlich liegt der Suco Liurai und nordöstlich der Suco Lahae. Im Süden grenzt Fatubossa an das zur Gemeinde Ainaro gehörende Verwaltungsamt Maubisse mit seinen Sucos Maubisse und Liurai. Im Westen befindet sich die Gemeinde Ermera mit ihren Sucos Eraulo und Ducurai (Verwaltungsamt Letefoho). Aus Liurai-Aileu kommt der Fluss Ormoi, der in den Daisoli mündet, einem Nebenfluss des Nördlichen Laclos, der wiederum einem Teil der Westgrenze Fatubossas folgt. Fatubossa hat eine Fläche von 23,14 km².
Der Suco teilt sich in die sieben Aldeias Caicasa (Kaikasa, Caicassa), Coulau, Erhetu, Fatubossa, Hoholete, Liclaucana und Urhua.
Abgesehen vom Ort Fatubossa an der Nordostgrenze, sind die Siedlungen im Suco schlecht mit der Außenwelt verbunden. Oft sind sie nur zu Fuß oder mit dem Pferd zu erreichen. Im Südwesten liegen die Siedlungen Urhua, Erhetu und Sicate und im Zentrum die Dörfer Coulau (Kulau), Liclaucana (Lekuakuana, Lekilakuana) Iolau, Hoholete und Urbuarema. Grundschulen gibt es in Erhetu, Sicate, Hoholete, Coulau und Fatubossa.

## Einwohner
In Fatubossa leben 1.891 Einwohner (2022), davon sind 993 Männer und 898 Frauen. Im Suco gibt es 313 Haushalte. Über 72 % der Einwohner geben Mambai als ihre Muttersprache an. Fast 37 sprechen Tetum Prasa.
Erhetu ist eines der letzten spirituellen Zentren der animistischen Religion Timors.

## Geschichte
In Fatubossa gab es Ende 1979 ein indonesisches Lager für Osttimoresen, die zur besseren Kontrolle von den Besatzern umgesiedelt werden sollten.
Während der Operation Donner wurden Einwohner verschiedener Sucos Aileus 1999 von der AHI-Miliz (Aku Hidup dengan Integrasi/Indonesia) aus ihrem Heim vertrieben Die Dörfer wurden systematisch zerstört und die Häuser niedergebrannt. Indonesisches Militär und die Milizionäre fuhren ab dem 4. September herum und erschossen Nutztiere. Am selben Tag wurden die Einwohner von Fatubossa, Hoholete und Liclaucana gezwungen ihr Heim zu verlassen. In der Stadt Aileu mussten sie auf Lastwagen steigen und wurden nach Atambua im indonesischen Westtimor deportiert.

## Politik
Bei den Wahlen von 2004/2005 wurde Augusto Seran zum Chefe de Suco gewählt. Bei den Wahlen 2009 gewann José da Costa und 2016 Mateus Xavier Mendonҫa. Er wurde 2023 in seinem Amt bestätigt.